# District de Stralsund
1818–1932
Entités précédentes :
- Poméranie suédoise

Entités suivantes :
- District de Stettin

Division administrative de la Poméranie (1913):
District de Köslin
District de Stralsund
District de Stettin

Le district de Stralsund est un district de la province de Poméranie et existe de 1818 à 1932. 

## Histoire
Le district de Stralsund est créé en 1818 comme l’un des trois districts administratifs de la province de Poméranie. Il comprend la Poméranie suédoise cédée à la Prusse en 1815 (Nouvelle-Poméranie-occidentale et Rügen). La situation juridique particulière de cette partie du pays explique également la création de ce qui est alors le plus petit district administratif du royaume de Prusse. Contrairement au reste de la province de Poméranie, ni la loi foncière prussienne générale est appliquée ni les lois et ordonnances promulguées à l’époque des réformes dites de Stein-Hardenberg (comme les règlements des villes de 1808). Un rapprochement de la situation juridique n'a lieu que progressivement dans la seconde moitié du XIXe siècle et est en grande partie terminé avec l'introduction du livre de droit civil (BGB) le 1er janvier 1900. Mais dans certains domaines, il existe encore des lois spéciales qui n'existent nulle part ailleurs en Prusse et qui remontent à l'époque de la domination suédoise comme le droit tertiaire. C'est pourquoi, en 1802/03 le tribunal de Wismar est transféré à Greifswald en passant par Stralsund, sous le nom de cour d'appel suprême Greifswald, et est jusqu'en 1848 la plus haute instance de justice pour le district. 
Le premier gouvernement est mis en place le 5 janvier 1818, et le président de la province de Poméranie, Johann August Sack, est introduit dans sa fonction. Cette réunion est précédée par une discussion de plusieurs années sur le statut du territoire. Au cours du processus, trois options sont apparues: 
1. Formation d'une province de Nouvelle-Poméranie-occidentale et Rügen
2. Formation d'un district dans la province de Poméranie
3. Intégration immédiate dans le district de Stettin déjà existant

L'objection des districts et des villes au roi contre la formation du district est rejetée. Le système fiscal prussien n'est qu’après un ordre du cabinet royal le 19 novembre 1821 s'installe en Nouvelle-Poméranie occidentale.
En raison de sa petite taille, le district de Stralsund est l'une de ces régions administratives prussiennes à faire l’objet de litiges dès le début. Quelques années seulement après sa création, les gens discutent déjà de sa dissolution. En fin de compte, c’est le statut spécial juridique décrit ci-dessus qui l'empêche à plusieurs reprises. C'est seulement le 1er octobre 1932 que le district est uni au district de Stettin.

## Évolution de la population auXIXesiècle
- 1805: 118 112 habitants
- 1816: 125 543 habitants [2]
- 1825: 142 312 habitants
- 1840: 169 114 habitants
- 1849: 185 426 habitants
- 1861: 208 429 habitants
- 1871: 208 276 habitants
- 1880: 216 130 habitants [3]

## District en 1900
En 1900, le district de Stralsund comprend une ville et quatre arrondissements. Elle couvre une superficie de 4 010,88 km2, qui s'étend à 873 villes et municipalités et a une population de 216 216 habitants. 
- Ville-arrondissement : 
  - Stralsund (depuis 1873): 31 076 habitants

- Arrondissements : 
  - Franzburg : 41 704 habitants
  - Greifswald (de) : 61 840 habitants
  - Grimmen : 35 540 habitants
  - Rügen (siège: Bergen) : 46 270 habitants

## District en 1925
En 1925, le district de Stralsund compte 246 941 habitants. 
- Villes-arrondissements : 
  - Stralsund : 39 469 habitants
  - Greifswald (depuis 1912): 27 622 habitants

- Arrondissements : 
  - Franzburg : 45 721 habitants
  - Greifswald : 40 085 habitants
  - Grimmen : 40 150 habitants
  - Rügen : 53,894 habitants

1925, le siège de l'arrondissement de Franzburg est transféré à Barth. À partir du 1er février 1928, l'arrondissement est nommé arrondissement de Franzburg-Barth.

## Présidents de district
- 1818-1825 : Heinrich Christian Friedrich von Pachelbel-Gehag (de)
- 1825-1833 : Leopold von Rohr (de)
- 1833-1834 : Adolf Heinrich von Arnim-Boitzenburg
- 1834-1848 : Friedrich Ferdinand Leopold von Seydewitz (de)
- 1848-1851 : Busso von Wedell
- 1852-1869 : Carl Reinhold von Krassow
- 1869-1883 : Ulrich von Behr-Negendank
- 1884-1888 : Albert von Pommer Esche (de)
- 1888-1899 : Carl von Arnim (de)
- 1899-1908 : Georg Scheller (de)
- 1908-1917 : Paul Blomeyer (de)
- 1917-1919 : Stephan von Gröning (de)
- 1919-1932 : Hermann Haußmann (de) (DDP)

## Ouvrages de référence statistiques (sources d'état)
- Calendrier d'État pour la Poméranie et Rügen, Stralsund 1810-1816. Numériser dans la bibliothèque numérique Mecklenburg-Vorpommern
- Calendrier d'État pour la Nouvelle-Ouest Poméranie et Rügen, Stralsund 1817-1820. Numériser dans la bibliothèque numérique Mecklenburg-Vorpommern
- Calendrier provincial de la Poméranie occidentale et de la principauté de Rügen, Stralsund 1821-1873. Numériser dans la bibliothèque numérique Mecklenburg-Vorpommern
- Manuel provincial pour la Poméranie occidentale et la Principauté de Rügen, Stralsund 1874-1879. Numériser dans la bibliothèque numérique Mecklenburg-Vorpommern
- Manuel pour la Poméranie occidentale et la principauté de Rügen, Stralsund 1883-1907. Numériser dans la bibliothèque numérique Mecklenburg-Vorpommern